# ژوزف تومن
ژوزف تومن (فرانسوی: Joseph Thomin‎؛ زادهٔ ۳۰ ژوئن ۱۹۳۱ - درگذشته  ۱۶ دسامبر ۲۰۱۸) دوچرخه‌سوار اهل فرانسه بود.